# ماثيو هايوود
ماثيو هايوود (بالإنجليزية: Matthew Haywood)‏ هو لاعب هوكي الجليد بريطاني، ولد في 27 ديسمبر 1990 في دونكاستر في المملكة المتحدة.

## وصلات خارجية
- ماثيو هايوود على موقع EliteProspects.com (الإنجليزية)